# 81 Pułk Artylerii Przeciwlotniczej

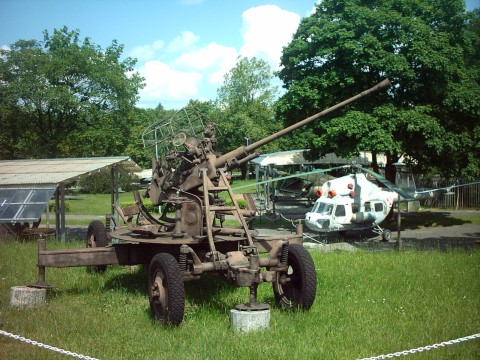
37 mm armata przeciwlotnicza wz. 1939

81 Pułk Artylerii Przeciwlotniczej (81 paplot) – oddział artylerii przeciwlotniczej ludowego Wojska Polskiego.

## Historia pułku
81 Pułk Artylerii Przeciwlotniczej został sformowany na podstawie rozkazu Nr 8 Naczelnego Dowódcy Wojska Polskiego z dnia 20 sierpnia 1944 roku we wsi Wołyńce koło Siedlec.
Jednostka został zorganizowana według radzieckiego etatu Nr 08/236 pułku artylerii przeciwlotniczej małego kalibru (poczta polowa nr 52205). Dowódcą jednostki był radziecki oficer podpułkownik Aleksander Fiłatow.
W dniu 6 listopada 1944 roku we wsi Przybory żołnierze pułku złożyli przysięgę.
Pułk wchodził w skład 4 Dywizji Artylerii Przeciwlotniczej i walczył z nieprzyjacielskim lotnictwem w rejonie Siedlec, Łodzi i Poznania. Szlak bojowy zakończył 8 maja 1945 roku w Poznaniu. W czerwcu 1945 roku razem z dywizją został dyslokowany do Gniezna.
Na podstawie rozkazu Nr 0236/Org. Naczelnego Dowódcy WP z dnia 8 września 1945 roku pułk został rozformowany w terminie do dnia 1 października 1945 roku. Na bazie 4 DAPlot został utworzony 88 Pułk Artylerii Przeciwlotniczej.
W dniu 30 września 1967 roku Minister Obrony Narodowej przekazał 90 Samodzielnemu Pułkowi Artylerii OPK historyczną nazwę i numer 81 Pułku Artylerii Przeciwlotniczej.

## Struktura organizacyjna pułku
- dowództwo i sztab
- 4 x bateria artylerii przeciwlotniczej
- kompania wielkokalibrowych karabinów maszynowych
- pluton sztabowy
- pluton amunicyjny
- kwatermistrzostwo

Stan etatowy liczył 520 żołnierzy. Na uzbrojeniu i wyposażeniu jednostki znajdowały się dwadzieścia cztery 37 mm armaty przeciwlotnicze wzór 1939 i szesnaście 12,7 mm przeciwlotniczych karabinów maszynowych oraz 69 samochodów.